# Observatoire d'Innsbruck
L'observatoire d'Innsbruck (Universitäts-Sternwarte Innsbruck) est un observatoire astronomique qui appartient aux instituts d'astrophysique de l'université d'Innsbruck et qui en assure le fonctionnement. Il est situé à Innsbruck, en Autriche.